# Sambalanço Trio
O Sambalanço Trio foi um grupo musical brasileiro de jazz, bossa nova, sambalanço, formado em São Paulo em 1964, por César Camargo Mariano,  Humberto Cláiber e Airto Moreira. 
Apesar da vida curta — dois anos — o grupo gravou cinco álbuns e teve grande importância para o desenvolvimento do jazz e da bossa nova na música brasileira, ocupando lugar de destaque no contexto da música instrumental produzida no Brasil.

## Discografia
- Sambalanço Trio (1964)
- À vontade Mesmo. (c/ Raul de Souza) (1965)
- Sambalanço Trio Improviso Negro (1965)
- Reencontro com Sambalanço Trio (1965)
- Lennie Dale & Sambalanço Trio no Zum Zum (1965)